# شهرستان متکالف (کنتاکی)
شهرستان متکالف، کنتاکی (به انگلیسی: Metcalfe County, Kentucky) یک سکونتگاه مسکونی در ایالات متحده آمریکا است که در کنتاکی واقع شده‌است.